# Xebec
XEBEC, Inc (яп. 株式会社ジーベック Кабусики гайся дзи:бэкку, [zi:bek]) — независимое подразделение аниме-студии Production I.G.
Работы XEBEC включают в себя такие популярные сериалы, как «Король-шаман», To Love-Ru, «Сердца Пандоры», «С любовью, Хина» и другие. XEBEC также принимала активное участие в разработке множества других популярных сериалов, занимаясь анимацией, режиссированием и дизайном персонажей.
Логотип фирмы достаточно уникален: латинизированное название Xebec дополнено английским произношением в фонетическом алфавите.

## История
Студия была основана 1 мая 1995 года как дочерняя компания аниме-студии Production I.G японскими аниматорами Юкинао Симодзи, Тору Сато и Нобуёси Хабарой.
Первой работой студии стал 26-серийный сериал Sorcerer Hunters, режиссёром которого выступил Коити Масимо.
В 2003 году была создана дочерняя компания XEBEC M2, которая специализировалась на оказании помощи в создании аниме своей материнской студии и другим компаниям.
В 2007 году после образования холдинга IG Port студия XEBEC вошла в его состав как дочерняя компания.
В 2009 году студия XEBEC M2 была ликвидирована.
В 2010 году была создана ещё одна дочерняя компания — XEBECzwei. Она занималась созданием промежуточной и ключевой анимации для материнской и других аниме-студий.
1 мая 2018 года Нобуёси Хабара стал президентом студии.
К 2018 году в компании возникли экономические трудности — студия уже несколько лет подряд не получала положительный финансовый результат. Доходы от производства собственных аниме не покрывали возникших убытков, поэтому студия пыталась заработать, подрабатывая производством анимации для других студий. Но это не улучшило ситуацию, и в ноябре 2018 года IG Port запустила процедуру продажи активов XEBEC студии Sunrise.
1 марта 2019 года Sunrise учредила дочернюю студию, получившая название Sunrise Beyond. 1 апреля 2019 года она официально унаследовала активы XEBEC.
Авторские права на прошлые работы XEBEC перешли в собственность IG Port. XEBECzwei также был передан в собственность IG Port и в декабре 2018 года переименован в IG Zwei.
1 июня 2019 года студия XEBEC официально прекратила своё существование как экономический субъект.

## Работы

### Собственные произведения
- Soukyuu no Fafner

### Собственные экранизации
- Sorcerer Hunters (1995—1996)
- Martian Successor Nadesico (1996—1997)
- Bakusō Kyōdai Let's & Go!! (1996—1998)
- Super Yo-Yo (1998—1999)
- Steam Detectives (1998—1999)
- Shogun Recuts (1998—2000)
- Burst Ball Barrage!! Super B-Daman (1999)
- Dai-Guard (1999—2000)
- Zoids: Chaotic Century (1999—2000)
- «С любовью, Хина» (2000)
- Pilot Candidate (2000)
- Tales of Eternia: The Animation (2001)
- «Король-шаман» (2001—2002)
- Ground Defense Force! Mao-chan (2002)
- Rockman.EXE (2002—2006)
- Bottle Fairy (2003)
- D.N.Angel (2003)
- Stellvia (2003)
- Soukyuu no Fafner (2004)
- D.I.C.E. (2005)
- «Воздушные пираты» (2005)
- Negima!: Magister Negi Magi (2005)
- Saru Get You -On Air- (2006)
- The Third (2006)
- Buso Renkin (2006—2007)
- Shooting Star Rockman (2006—2008)
- Heroic Age (2007)
- Over Drive (2007)
- Hitohira (2007)
- Zombie Loan (2007)
- Kanokon (2008)
- «Дочери Мнемозины» (2008)
- To Love-Ru (2008)
- «Сердца Пандоры» (2009)
- Ladies versus Butlers! (2010)
- MM! (2010)
- Motto To Love-Ru (2010)
- Rio: Rainbow Gate! (2011)
- Hen Zemi (2011)
- Softenni (2011)
- Rinne no Lagrange (2012)
- Space Battleship Yamato 2199 (2012—2013) (Совместно с AIC для эпизодов 1-10)
- Nyaruko: Crawling With Love (2012)
- Upotte!! (2012)
- To Love-Ru Darkness (2012)
- Haiyore! Nyaruko-san W (2013)
- Maken-ki! Tsū (2014)
- Shirogane no Ishi Argevollen (2014)
- Tokyo ESP (2014)
- Soukyuu no Fafner: -EXODUS- (2015)
- Triage X (2015)
- To Love-Ru Darkness 2nd (2015)
- Keijo!!!!!!!! (2016)
- BanG Dream! (2017)
- Clockwork Planet (2017)
- Tomica Hyper Rescue Drive Head (2017)
- Yuuna and the Haunted Hot Springs (2018)
- Full Metal Panic! IV[2] (2018)

### Участие в создании
- Akihabara Dennou Gumi - 2011 Nen no Natsuyasumi (фильм)
- Bakusou Kyoudai Let's & Go (сериал, OVA)
- Bottle Fairy (сериал)
- Cowboy Bebop (фильм)
- Earth Defender Mao-chan (сериал)
- GUNxSWORD (сериал)
- Honey and Clover (сериал)
- Immortal Grand Prix (второй сезон)
- Inuyasha: The Castle Beyond the Looking Glass (фильм)
- Karin (сериал)
- Megaman Nt Warrior (сериал)
- Mojako (сериал)
- Noein - Mou Hitori no Kimi e (сериал)
- Outlaw Star (сериал)
- Zoids, Zoids/ZERO (сериалы)
- «Акварион» (сериал)
- «Конец Евангелиона» (фильм)
- «Прочти или умри» (сериал)

### Участие в создании игр
- Irregular Hunter X
- Martian Successor Nadesico
- Macross VFX
- Megaman 8
- Megaman X4
- Mega Man Maverick Hunter X
- Sorcerer Hunters